# Híres háborús regények
A Híres háborús regények a Magyar Könyvklub 1998 és 2002 között kiadott könyvsorozata volt, amelynek keretében a világirodalom – többségében a második világháború idején játszódó leghíresebb, legsikeresebb háborús regényei jelentek meg. A történetek a legkülönbözőbb helyszíneken, a nyugat-, dél- és kelet-európai, csendes óceáni, afrikai hadszíntéren, valamint a hadviselő felek hátországában, vagy a megszállt országokban játszódnak. Egyedül Remarque Nyugaton a helyzet változatlan című regénye első világháborús. A szerzők is a nyugati hadviselő nemzetekből kerültek ki: brit, amerikai, francia, német és olasz írók.
A regények azonos fordításban már a sorozat előtt megjelentek, némelyik többször is. Kivéve Lothar-Günther Buchheim A tengeralattjáró című regényét, amelyet korábban 1981-ben A hajó címmel adtak ki Bor Ambrus fordításában.
Kötetei változatosak abban a tekintetben is, hogy különféle fegyvernemekben harcoló katonák történetét dolgozták fel. De a szárazföldi erőkön, haditengerészeten és légierőn belül megjelennek harckocsizók, tengeralattjárón szolgáló tengerészek vagy a hátországban tevékenykedő rejtjelfejtők is.
A sorozat íróinak túlnyomó többsége bizonyos történelmi hűségre törekedett. Robert Harris viszont kifejezetten egy alternatív történelmet jelenít meg Führer-nap című regényében, amelyben a világháború még az 1960-as években is tart. Illetve a Tábornokok éjszakájában a világháború csupán különleges háttérül szolgál egy elmebeteg sorozatgyilkos utáni izgalmas nyomozáshoz. 
A regények szinte mindegyikéből nagy sikerű film született. (Elliott Arnold A virrasztás éjszakája, Richard Hillary Az utolsó ellenség, Stefan Heym Keresztesvitézek és Heinrich Böll Ádám, hol voltál? című regényeiből eddig nem.)

## Jellemzői
A borítókon – általában mintás halványzöld alapon – kapura emlékeztető fekete keret látható, felette ablakszerű félköríven a sorozatcímmel: HÍRES HÁBORÚS REGÉNYEK, benne illetve a keretben a regény témájára utaló rajz vagy fénykép. A regény szerzője és címe a keretben olvasható, alsó részén a kiadó neve lett feltüntetve.
A kötetek mérete 20 x 13 cm, terjedelmük 228 és 957 oldal közöttiek. Három regény két kötetben látott napvilágot.

## A sorozatban megjelent regények
1998:
- Robert Harris: Enigma (Enigma, 1995), fordította: Uram Tamás, 448 oldal, ISBN 9635486251
- Elliott Arnold: A virrasztás éjszakája (A Night of Watching, 1967), fordította: Fazekas László, 570 oldal, ISBN 9635486944
- Curzio Malaparte: Kaputt (Kaputt, 1944) fordította: Lontay László, Gellért Gábor, 606 oldal, ISBN 963548769x

1999:
- Cornelius Ryan: A leghosszabb nap - 1944. június 6. (The Longest Day, 1955) fordította: Révfy Tivadar, 336 oldal, ISBN 9635487509
- Eric Knight: Légy hű magadhoz (This Above All, 1941), fordította: Nemes László, 672 oldal, ISBN 9635488599
- Lothar-Günther Buchheim: A tengeralattjáró (Das Boot, 1973), fordította: Farkas Tünde, 702 oldal, ISBN 9635489382
- Robert Harris: Führer-nap (Fatherland, 1992) fordította: Balázs György, 444 oldal, ISBN 963548965x

2000:
- Richard Hillary: Az utolsó ellenség (The Last Enemy, 1942), fordította: Kertész Róbert, 262 oldal, ISBN 9635470916
- Irwin Shaw: Oroszlánkölykök I-II. (The Young Lions, 1949), fordította: Vajda Miklós, 770 oldal, ISBN 963547122x
- Pierre Boulle: Híd a Kwai folyón (Le pont de la rivière Kwaï, 1952), fordította: Rubin Péter, 208 oldal, ISBN 9635471378
- Joseph Heller: A 22-es csapdája (Catch-22, 1961), fordította: Papp Zoltán, 512 oldal,  ISBN 963547203X
- Stefan Heym: Keresztesvitézek I-II. (The Crusaders, 1948), fordította: Bányay Gyeza, Budapest, 898 oldal, ISBN 9635472668

2001:
- Erich Maria Remarque: Szerelem és halál órája (Zeit zu leben und Zeit zu sterben, 1954), fordította: Ungvári Tamás, 432 oldal,  helytelen ISBN kód: 9633473907
- Heinrich Böll: Ádám, hol voltál? (Wo warst du, Adam?, 1951), fordította: Radó György, 290 oldal, ISBN 9635472862
- Herman Wouk: Zendülés a Caine hadihajón I-II. (The Caine Mutiny, 1951), fordította: Árkos Antal, 957 oldal, ISBN 9635473486
- Ray Rigby: A domb (The Hill, 1965), fordította: Sz. Kiss Csaba, 288 oldal, ISBN 9635474490
- Erich Maria Remarque: Nyugaton a helyzet változatlan (Im Westen nichts Neues, 1929), fordította: Benedek Marcell, 228 oldal, ISBN 9635474695

2002:
- Hans Helmut Kirst: Tábornokok éjszakája (Die Nacht der Generale, 1962), fordította: Hajdú Miklós, 404 oldal, ISBN 9635475381

## A regényekből készült filmek
- Enigma (Enigma, amerikai romantikus filmdráma, 2001, rendezte: Michael Apted)
- Kaputt (magyar tévéjáték, 1974, rendezte: Esztergályos Károly)
- A leghosszabb nap (The Longest Day, amerikai háborús filmdráma, 1962, rendezte: Ken Annakin (brit rész), Andrew Marton (amerikai rész) és Bernhard Wicki (német rész))
- Légy hű magadhoz (This Above All, amerikai romantikus háborús filmdráma, 1942, rendezte: Anatole Litvak)
- A tengeralattjáró (Das Boot, nyugatnémet háborús filmdráma, 1981, rendezte: Wolfgang Petersen)
- A Harmadik Birodalom (Fatherland, amerikai dieselpunk sci-fi, 1994, rendezte: Christopher Menaul Robert Harrisː Führer-nap című regényéből)
- Oroszlánkölykök (The Young Lions, amerikai háborús film, 1958, rendezte: Edward Dmytryk)
- Híd a Kwai folyón (The Bridge on the River Kwai, amerikai háborús film, 1957, rendezte: David Lean)
- A 22-es csapdája (Catch-22, amerikai szatirikus háborús film, 1970, rendezte: Mike Nichols)
- A 22-es csapdája (Catch-22, amerikai tévéfilmsorozat, 1973, rendezte: Richard Quine)
- A 22-es csapdája (Catch-22, hat részes amerikai televíziós sorozat, 2019)
- (A Time to Love and a Time to Die, amerikai-nyugatnémet romantikus háborús filmdráma, 1958, rendezte: Douglas Sirk)
- Zendülés a Caine hadihajón (The Caine Mutiny, amerikai háborús film, 1954, rendezte: Edward Dmytryk)
- Zendülés a Caine hadihajón (The Caine Mutiny Court-Martial, amerikai háborús filmdráma, 1988, rendezte: Robert Altman)
- A domb (The Hill, brit háborús filmdráma, 1965, rendezte: Sidney Lumet)
- Nyugaton a helyzet változatlan (All Quiet on the Western Front, amerikai háborús filmdráma, 1930, rendezte: Lewis Milestone)
- Nyugaton a helyzet változatlan (All Quiet on the Western Front, brit-amerikai háborús tévéfilm, 1979, rendezte: Delbert Mann)
- Tábornokok éjszakája (The Night of the Generals, amerikai háborús bűnügyi film, 1967, rendezte: Anatole Litvak)
  - Készült egy Vietnámban játszódó teljesen hasonló film is Saigon – A tiltott zóna (Off Limits, 1988) címmel, azonban semmi nem utal arra, hogy Hans Helmut Kirst ötletéből készült volna.

## Hasonló
- Zrínyi Katonai Könyv- és Lapkiadó Célgömb című könyvsorozata